# HD 33948
HD 33948（又名BD-08 1059、SAO 131887和HR 1704）是一颗恒星，视星等为6.37，位于銀經209.07，銀緯-25.44，其B1900.0坐标为赤經5h 8m 44.8s，赤緯-8° -25.44′ 56″。